# Fazenda (Praia)

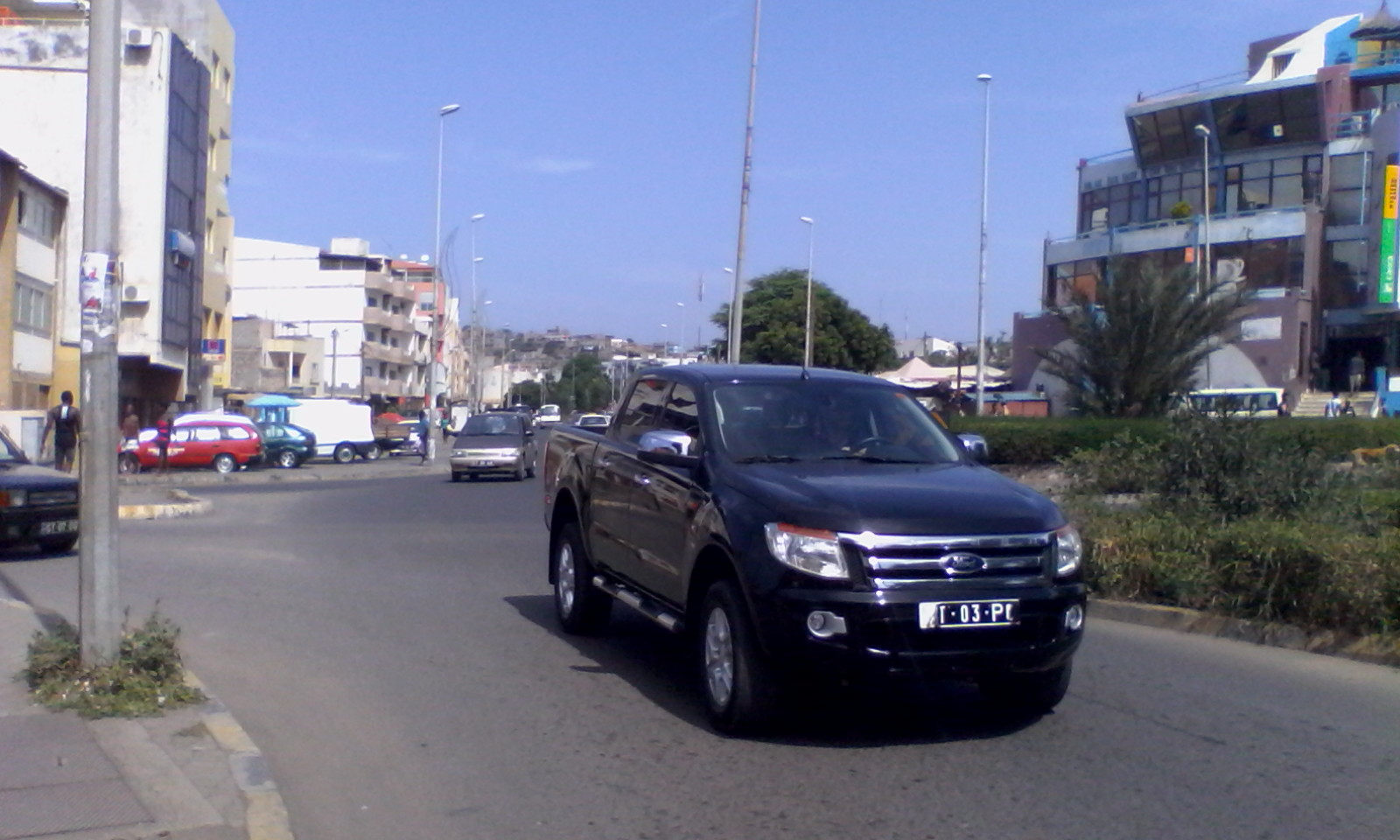
Ortsansicht von Praia.

Fazenda ist ein Ortsteil der Stadt Praia auf der Insel Santiago im atlantischen Inselstaat Kap Verde. 2010 wurden 1.848 Einwohner gezählt. Der Ortsteil schließt sich nördlich an das Stadtzentrum, Platô, an. Benachbarte Viertel sind Lem Cachorro im Nordosten, Paiol im Osten, Platô im Süden und Achadinha im Westen. Die Nord- und Ostgrenz wird durch den Ribeira da Trindade gebildet.

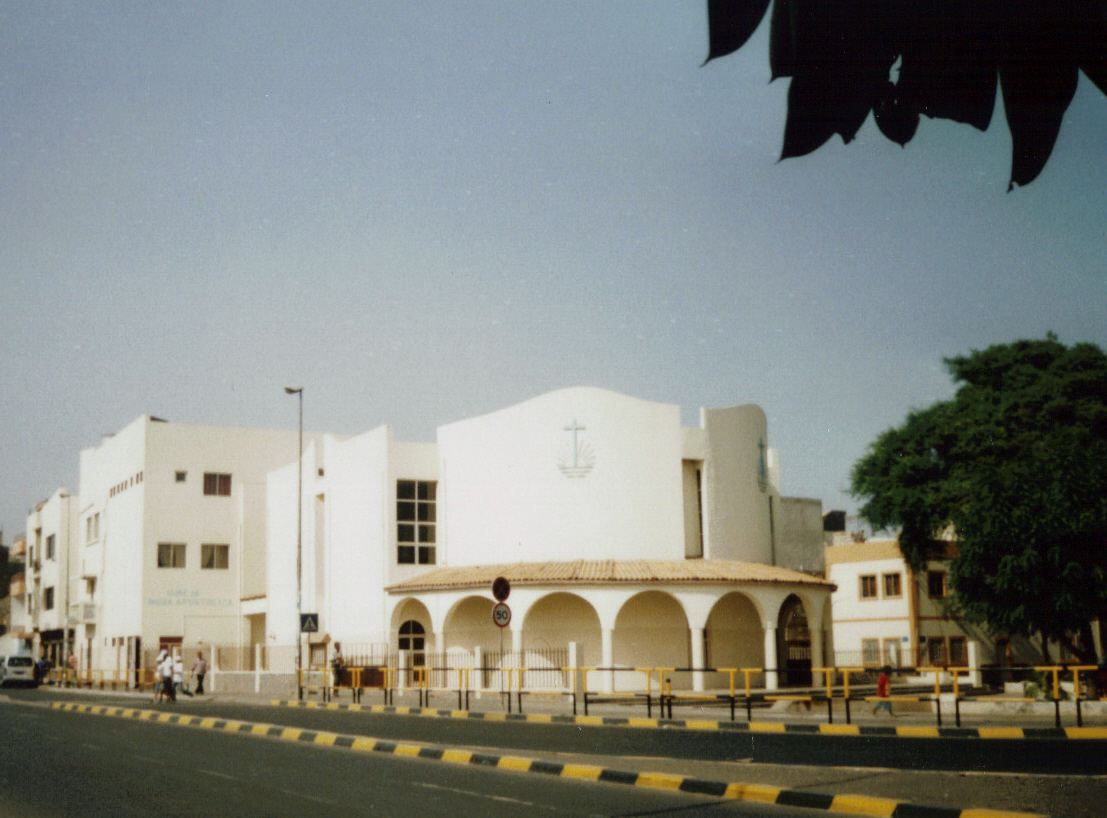
Neuapostolische Kirche von Praia an der Straße Praia-Tarrafal.